# Noel Kaseke
Noel Kaseke (sinh ngày 24 tháng 12 năm 1980 ở Bulawayo, Zimbabwe) là một tiền vệ bóng đá người Zimbabwe, hiện tại thi đấu cho Masfut.
Kaseke lớn lên ở Dete và học trường trung học tại Marist Brothers Dete.
Kaseke bắt đầu sự nghiệp bóng đá ở Highlanders FC năm 1999. Ba năm sau, lần đầu tiên anh sang châu Âu và gia nhập KF Erzeni Shijak ở Albania. Sau đó anh trở lại Highlanders FC trong 6 tháng. Anh cũng thi đấu ở Mohun Bagan AC ở Ấn Độ. Câu lạc bộ tiếp theo của anh là Enosis Neon Paralimni nơi anh thi đấu 3 năm. Vào tháng 6 năm 2007 anh ký một bản hợp đồng với AC Omonia. Anh chơi tốt nhất ở vị trí tiền vệ phòng ngự nhưng cũng có thể chơi ở vị trí hậu vệ phải. Vào tháng 5 năm 2012, hợp đồng của anh với AC Omonia chấm dứt, do đó Kaseke được tự do tìm đội bóng mới. Trong 5 năm với AC Omonia, Kaseke giành được 5 danh hiệu.

## Danh hiệu
Omonia
- Giải bóng đá hạng nhất quốc gia Síp: 2010
- Cúp bóng đá Síp: 2011, 2012
- Cyprus FA Shield: 2010